# Сосфенов, Николай Иванович
Николай Иванович Сосфенов (1828—1877) — российский педагог.

## Биография
Родился 22 апреля (4 мая) 1828 года в семье иерея Ивана Васильевича Сосфенова (ок. 1794 — 1854, Сызрань).
После обучения вступил в службу по ведомству Министерства народного просвещения 4 сентября 1850 года и прослужил здесь до 20 октября 1858 года. Был в отставке до 22 августа 1860 года.
С 14 февраля 1863 года по 1866 был директором земледельческой школы Московского общества сельского хозяйства.
С 12 декабря 1865 года он вновь служил в ведомстве Министерства народного просвещения и в 1866—1870 годах занимал должность директора училищ Смоленской губернии и Смоленской мужской гимназии. Содействовал открытию на средства Смоленского губернского земства мужской гимназии в Вязьме.
С 7 февраля 1870 года — директор 2-й Московской гимназии; 22 декабря 1872 года был произведён в действительные статские советники. Был награждён орденами: Св. Анны 2-й степени, Св. Владимира 3-й степени и Св. Станислава 2-й и 1-й степеней.
Умер 16 (28) января 1877 года. Похоронен на Введенском кладбище; могила утрачена.